# سیارک ۱۲۸۸۰
سیارک ۱۲۸۸۰ (به انگلیسی: 12880 Juliegrady، نامگذاری:1998QM25) دوازده هزار و هشتصد و هشتادمین سیارک کشف شده‌است که در ۱۷ اوت ۱۹۹۸ کشف شد.
قدر مطلق سیارک برابر ۱۷.۸ است.